# Punta Perazzi
La Punta Perazzi (3.906 m s.l.m. - Perazzispétz oppure Perazzispitze in tedesco) è una montagna della Catena Breithorn-Lyskamm nelle Alpi del Monte Rosa. Si trova in Valle d'Aosta.

## Caratteristiche
La montagna è collocata a sud del più alto ed importante Castore e dà inizio alla dorsale montuosa che più a sud separa la Valle del Lys dalla Val d'Ayas.
La montagna porta il nome di Costantino Perazzi.

## Alpinismo
Dal punto di vista alpinistico riveste un interesse particolare la salita alla punta tramite la cresta sud-orientale.
L'accesso è possibile in circa 1h dal Rifugio Quintino Sella al Felik, staccandosi a sinistra dalla via normale per il Colle Felik. Prestare molta attenzione ai numerosi crepacci situati alla base della montagna.